# Henriëtte Pimentelbrug (Amsterdam-Oost)
De Henriëtte Pimentelbrug (brug 265 - ook bekend als Muiderpoortbrug) is een vaste brug op de grens tussen Amsterdam-Centrum en Amsterdam-Oost. De granieten leuningen zijn de meest opvallende details aan de brug. Tramlijn 14 en 19 maken gebruik van de brug.

## Houten poortbrug
De brug overspant de Singelgracht en vormt de verbinding tussen de Plantage Middenlaan en de Mauritskade. In 1771 werd hier een houten poortbrug gelegd die aansloot bij de oude Muiderpoort. In 1884 kwam er een brug naast, want de oude poortbrug had te smalle aanbruggen voor de paardentram. Toen dat in 1900 een gemeentedienst werd wilde men een elektrische tram, die had een steviger brug nodig.

## Nieuwe brug
In 1902 kwam er een nieuwe brug die het verkeer niet meer door de poort leidde. Het ontwerp voor de brug kwam van de Dienst der Publieke Werken. Architect daar was Hendrik Leguyt, maar het is onbekend of hij het ontwerp daadwerkelijk heeft gemaakt, de dienst werkte als collectief. De stenen balustrades wijzen wel in de richting van Leguyt, dat was qua stijl een overgangsarchitect tussen de neo-stijlen uit de late 19e eeuw en de modernere stijl van Hendrik Petrus Berlage. Die stenen balustrades vindt men ook terug op de Nieuwe Amstelbrug waarvan Berlage het esthetisch ontwerp voor heeft gemaakt. Gedurende de jaren kreeg ook de nieuwe brug met overbelasting te maken. Rond 1927 werd ze daarom voorzien van gewapend beton onder de rijweg. Ook in latere jaren van de 20e eeuw zijn er werkzaamheden verricht, deze zijn te herkennen aan de hevige zoutschade die in de jaren 1980 aan de brug te zien was. In 2013 werd het (zware) verkeer meer naar het midden van de brug geleid. Het wegdek lekte water in de constructie van de brug en tastte zo het metselwerk van binnenuit aan. De gemeente liet er een nieuw brugdek op leggen en het jaar daarop liep bouwbedrijf Heijmans NV het gehele metselwerk steen voor steen na. De werkzaamheden vonden vanaf pontons in het water plaats. Tijdens de werkzaamheden moest altijd doorvaart mogelijk blijven voor eventuele scheepvaart. Veel externe ingrepen waren toen al niet meer mogelijk; de brug is sinds 1995 een gemeentelijk monument.

## Naam
De brug stond meer dan een eeuw officieus bekend als Muiderpoortbrug, vanwege de nabijgelegen Muiderpoort, dat ook naam gaf aan het Muiderpoortstation dat ongeveer een kleine kilometer ten zuidoosten van de brug ligt. April 2016 wilde de gemeente Amsterdam af van officieuze brugbenamingen en stelde voor om de naam officieel te maken of te schrappen. Het werd het laatste, in 2021 werd besloten de brug te vernoemen naar verzetsvrouw Henriëtte Pimentel. Deze naam was eerder toegeschreven aan brug 603 in Nieuw-West maar de adviesraad voor namen in de openbare ruimte (ANOR) hevelde de naam over naar deze brug in Oost, omdat ze dichter in de buurt van de Hollandsche Schouwburg ligt. Er kwamen nieuwe brugnaambordjes als ook aan weerszijde een plaquette.

## Afbeeldingen

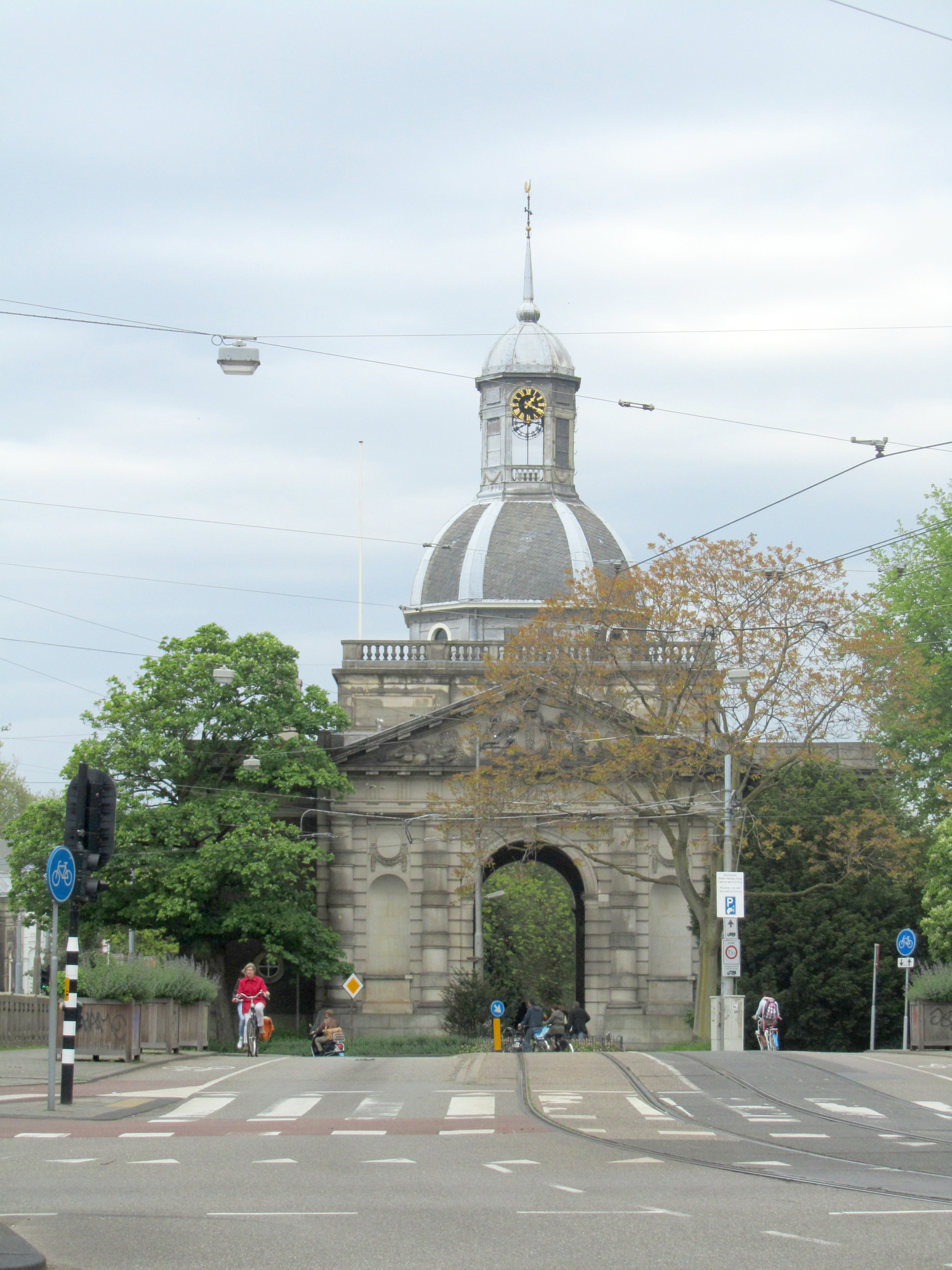
Wegdek van de brug voor de Muiderpoort in 2012
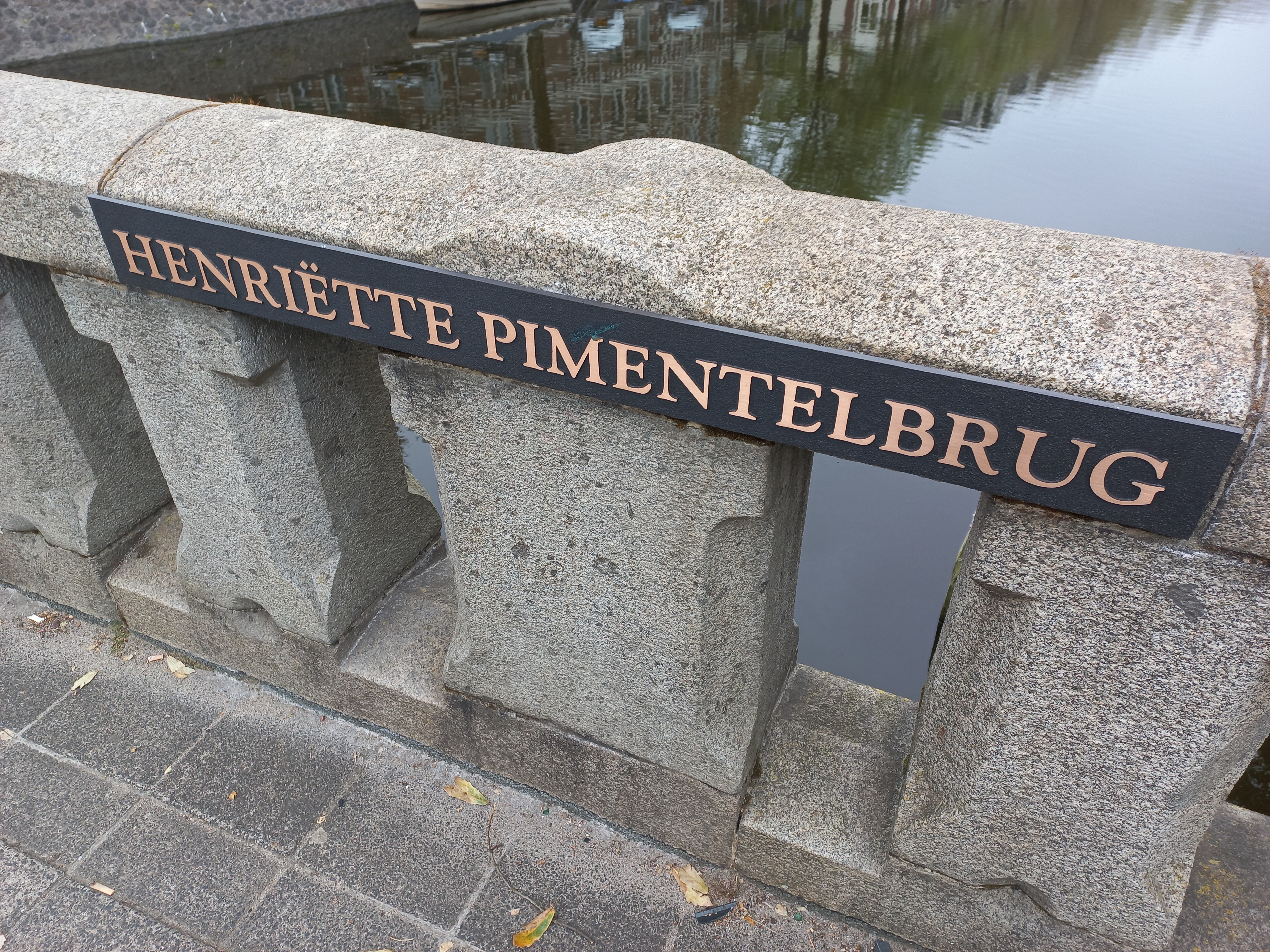
naamplaat (mei 2022)
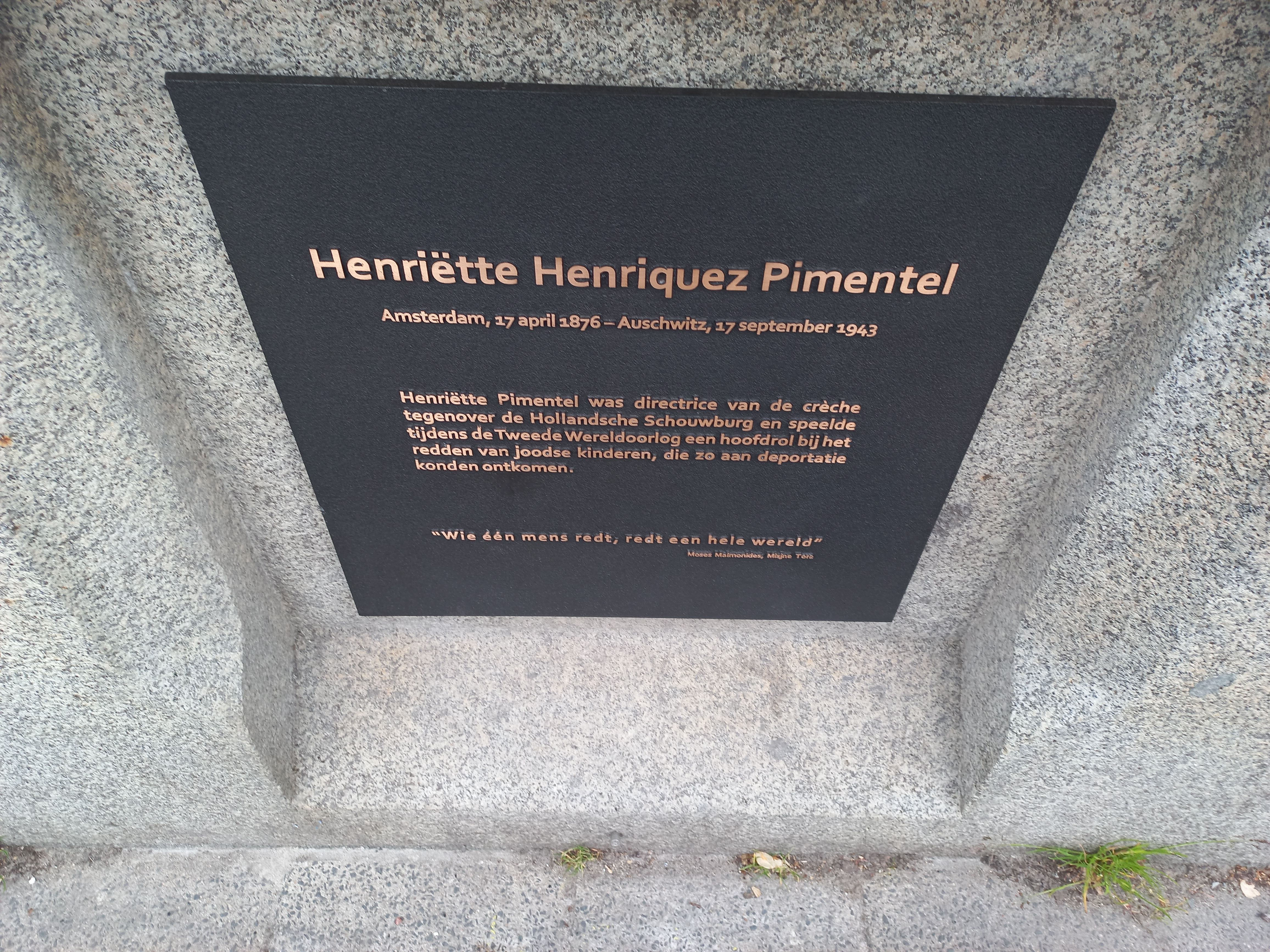
plaquette westzijde (mei 2022)

<<< · 200 · 201 · 202 · 203 · 204 · 205 · 206 · 207 · 208 · 209 ·  210 · 211 · 212 · 213 · 214 · 215 · 216 · 217 · 218 · 220 · 221 · 222 · 223 · 224 · 225 · 226 · 227 · 228 · 228P · 229 · 230 · 231 · 232 · 233 · 234 · 235 · 236 · 237 · 238 · 239 ·  240 · 241 · 242 · 243 · 244 · 245 · 246 · 247 · 248 · 249 ·  250 · 251 · 252 · 253 · 254 · 255 · 256 · 257 · 258 · 259 · 260 · 261 · 262 · 263 · 264 · 265 · 266 · 267 · 270 · 271 · 272 · 273 · 274 · 275 · 277 · 278 · 279 · 280 · 281 · 283 · 285 · 286 · 287 · 288 · 289 · 290 · 291 · 292 · 293 · 295 · 296 · 297 · 298 · 299 · >>>
Brugnummers 219, 268, 269, 276, 282, 284, 294 zijn niet (meer) in omloop.